# وليام كينيدي
وليام كينيدي (بالإنجليزية: William Kennedy (author))‏ (و. 1928 – م) هو صحفي، وكاتب، وروائي، وكاتب سيناريو، وأستاذ جامعي، وكاتب مسرحي من الولايات المتحدة الأمريكية. ولد في ألباني، نيويورك .
وهو عضو في الأكاديمية الأمريكية للفنون والآداب، والأكاديمية الأمريكية للفنون والعلوم .

## التعليم
تعلم في Siena College

## أعمال بارزة
من أهم أعماله:
- Legs
- Billy Phelan's Greatest Game
- Ironweed.

## جوائز وترشيحات
حصل على جوائز منها:
- Helmerich Award (2001)
- جائزة بوليتزر عن فئة الأعمال الخيالية، عن عمل:Ironweed (1984)
- American Book Awards (1984)
- زمالة ماك آرثر (31 يناير 1983)
- زمالة غوغنهايم.

ترشح لـ:
- PEN/Faulkner Award for Fiction، عن عمل:Roscoe (2003)
- جائزة بوليتزر عن فئة الأعمال الخيالية، عن عمل:Ironweed (1984)
- PEN/Faulkner Award for Fiction، عن عمل:Ironweed (1984).

## روابط خارجية
- وليام كينيدي على موقع IMDb (الإنجليزية)
- وليام كينيدي على موقع الموسوعة البريطانية (الإنجليزية)
- وليام كينيدي على موقع مونزينجر (الألمانية)
- وليام كينيدي على موقع ميوزك برينز (الإنجليزية)
- وليام كينيدي على موقع إن إن دي بي (الإنجليزية)
- وليام كينيدي على موقع قاعدة بيانات الفيلم (الإنجليزية)